# Ихтисамов, Хамзафар Сабирович
Ихтисамов Хамзафар Сабирович (род. 27 января 1937 года) — музыковед. Заслуженный деятель искусств РБ (1997). Член Союза композиторов (1976).

## Биография
Ихтисамов Хамзафар Сабирович родился 27 января 1937 года в с.Чишма Аургазинского района БАССР.
В 1961 году окончил Уфимское училище искусств, в 1969 году — Казанскую консерваторию.
С 1964 года работал преподавателем Салаватского, с 1967 года — Альметьевского (ТАССР) музыкальных училищ. С 1969 года работает в Уфимском училище искусств. В 1970—1887 годах — зав. фольклорным кабинетом и преподаватель Уфимского государственного института искусств.
Научные труды посвящены исследованиям башкирской народной музыки, творчеству башкирских народных исполнителей, сравнительно-типологическому изучению музыкального фольклора тюркоязычных народов.
Ихтисамов Хамзафар Сабирович организатор более 25 музыкально-этнографических экспедиций по Башкортостану и за его пределами, где было собрано более 5 тыс. песен и наигрышей народов РБ, нотировано около 600 башкирских народных песен и мелодий.

## Труды
Ихтисамов Хамзафар Сабирович — автор около 50 научных работ.
- Ихтисамов Х. С. К проблеме сравнительного изучения двухголосного пения и инструментальной музыки у тюркских и монгольских народов // Народные музыкальные инструменты и инструментальная музыка / общ. ред. Е. В. Гиппиуса. М.: Сов. композитор, 1988. Часть II. С. 197—216.
- Ихтисамов Х. С., Зелинский Р. Ф. О собирании башкирского музыкального фольклора. Современность и фольклор. М., 1978;
- Ихтисамов Х. С. Давыдова Эльмира / Х. С. Ихтисамов // Композиторы и музыковеды Башкортостана: очерки жизни и творчества / науч. ред. − сост. Е. Р. Скурко. — Уфа: Китап, 2002. — С.84 — 86.

## Награды и звания
Заслуженный деятель искусств РБ (1997)